# Tbiliský rockový festival
Rockový festival v Tbilisi (rusky Весенние ритмы. Тбилиси-80; česky Jarní rytmy. Tbilisi-80) byl jedním z prvních oficiálních rockových festivalů v Sovětském svazu. Proběhl v Tbilisi mezi 8. a 16. březnem 1980 a je považován za jednu z nejdůležitějších událostí v historii ruského rocku.